# Zethus varipunctatus
Zethus varipunctatus är en stekelart som beskrevs av Cameron 1902. Zethus varipunctatus ingår i släktet Zethus och familjen Eumenidae. Inga underarter finns listade i Catalogue of Life.